# Imparfinis mishky
Imparfinis mishky és una espècie de peix de la família dels heptaptèrids i de l'ordre dels siluriformes.

## Distribució geogràfica
Es troba a Sud-amèrica: rius Paranà i Uruguai a l'Argentina.